# Пушкиногорский район
Пушкиного́рский райо́н — административно-территориальная единица (район) и муниципальное образование (муниципальный район) в центре Псковской области России.
Административный центр — посёлок городского типа Пушкинские Горы.

## География
Пушкиногорский район расположен в южном направлении от областного центра на расстоянии 120 км. Район граничит на севере с Островским районом, на северо-востоке — с Новоржевским районом, на юге — с Опочецким районом, на западе — с Красногородским районом.
Территория района — 1059 км² (2,1 % общей территории области). Район является самым малым по площади в Псковской области.
Основные реки — Великая и её притоки Сороть, Исса, Шесть, Кудка.
Крупнейшие озёра — Велье, Белогули, Кучане, Каменец.

## История

Пушкинские Горы. Святогорский Свято-Успенский монастырь

Постановлением Президиума ВЦИК от 1 августа 1927 года из Пушкинской и части Велейской волостей Опочецкого уезда бывшей Псковской губернии в составе новообразованной Ленинградской области был образован Пушкинский район с центром в селе Пушкинские Горы. В 1935 году район был передан в Калининскую область.
Первое упоминание в летописи о поселении (монастыре) Святые Горы относится к 1569 году. В XVI веке основана слобода Тоболенец (название по наименованию озера) при Святогорском монастыре. Постановлением Президиума ВЦИК от 25 мая 1925 года в связи с созданием Государственного музея-заповедника имени А. С. Пушкина слобода Тоболенец — центр Пушкинской волости Опочецкого уезда Псковской губернии — была переименована в село Пушкинские Горы.
Пушкинский район был образован в 1927 году в составе Псковского округа Ленинградской области, с 1935 года — в составе Великолукского округа Калининской области, с 1937 года — в составе Опочецкого округа Калининской области.
Постановлением Президиума ВЦИК от 11 мая 1937 года Пушкинский район был переименован в Пушкиногорский район. В 1944 году он был включён в состав образовавшейся Псковской области.
Решением Псковского облисполкома от 29 февраля 1960 года село Пушкинские Горы получили статус посёлка городского типа (рабочего посёлка), в который влились как собственно Пушкинские Горы (Тоболенец), так и Святые Горы с монастырём.
С 1 февраля 1963 года по 30 декабря 1966 год район был упразднён и входил в состав Новоржевского района. В 1967 году район вновь воссоздан.

## Население
| 1959   | 1970    | 1979    | 1989    | 2002    | 2009    | 2010  | 2011  | 2012  |
| ------ | ------- | ------- | ------- | ------- | ------- | ----- | ----- | ----- |
| 20 658 | ↘14 896 | ↘13 197 | ↗13 398 | ↘11 694 | ↘10 433 | ↘9253 | ↘9188 | ↘8943 |
| 2013   | 2014    | 2015    | 2016    | 2017    | 2018    | 2019  | 2020  | 2021  |
| ↘8729  | ↘8509   | ↘8314   | ↘8232   | ↘8035   | ↘7947   | ↘7837 | ↘7711 | ↘7420 |
| 2023   |         |         |         |         |         |       |       |       |
| ↘7278  |         |         |         |         |         |       |       |       |

По состоянию на 1 января 2021 года из 7278 жителей района в городских условиях (в пгт Пушкинские Горы) проживают 60,09 % населения района (или 4373 человека), в сельских — 39,91 % или 2905 человека.
По переписи 2010 года население составило 9253 жителей, в том числе горожане — 5222 жителей или 56,4 % (14 октября 2010 года).

### Национальный состав
По итогам переписи населения 2020 года проживали следующие национальности (национальности менее 0,1 % и другое, см. в сноске к строке «Другие»):
| Национальность | Численность, чел. | Доля     |
| -------------- | ----------------- | -------- |
| Русские        | 6952              | 93,69 %  |
| Цыгане         | 173               | 2,33 %   |
| Белорусы       | 76                | 1,02 %   |
| Украинцы       | 65                | 0,88 %   |
| Чуваши         | 14                | 0,19 %   |
| Татары         | 10                | 0,13 %   |
| Азербайджанцы  | 10                | 0,13 %   |
| Молдаване      | 9                 | 0,12 %   |
| Армяне         | 8                 | 0,11 %   |
| Другие         | 103               | 1,40 %   |
| Итого          | 7420              | 100,00 % |

## Населённые пункты
По переписи 2002 года на территории района было 331 сельский населённый пункт, из которых в 46 деревнях население отсутствовало, в 123 деревнях и сёлах жило от 1 до 5 человек, в 55 — от 6 до 10 человек, в 64 — от 11 до 25 человек, в 24 — от 26 до 50 человек, в 6 — от 51 до 100 человек, в 9 — от 101 до 200 человек, в 4 — от 201 до 500 человек.
По переписи 2010 года на территории района было расположено 325 сельских населённых пунктов, из которых в 75 деревнях население отсутствовало, в 138 деревнях жило от 1 до 5 человек, в 37 — от 6 до 10 человек, в 47 — от 11 до 25 человек, в 12 — от 26 до 50 человек, в 4 — от 51 до 100 человек, в 10 — от 101 до 200 человек, в 2 — от 201 до 500 человек.
| №   | Населённый пункт     | Тип     | Население | Поселение         |
| --- | -------------------- | ------- | --------- | ----------------- |
| 1   | Пушкинские Горы      | пгт     | ↘4373     | Пушкиногорье      |
| 2   | Авдоши               | деревня | ↘21       | Пушкиногорье      |
| 3   | Аксёново             | деревня | →3        | Велейская волость |
| 4   | Александрова Слобода | деревня | ↘13       | Велейская волость |
| 5   | Алексино             | деревня | →0        | Велейская волость |
| 6   | Алексино             | деревня | ↘0        | Велейская волость |
| 7   | Алехново             | деревня | ↗10       | Велейская волость |
| 8   | Алуферово            | деревня | ↘10       | Велейская волость |
| 9   | Анашкино             | деревня | ↘2        | Пушкиногорье      |
| 10  | Андрохново           | деревня | ↘14       | Велейская волость |
| 11  | Андрюши              | деревня | →0        | Велейская волость |
| 12  | Антоново             | деревня | ↘14       | Пушкиногорье      |
| 13  | Апарино              | деревня | →3        | Велейская волость |
| 14  | Аполье               | деревня | ↘4        | Велейская волость |
| 15  | Арапово              | деревня | ↘10       | Пушкиногорье      |
| 16  | Аржаково             | деревня | ↘6        | Велейская волость |
| 17  | Астахново            | деревня | ↗171      | Пушкиногорье      |
| 18  | Атюхино              | деревня | →4        | Пушкиногорье      |
| 19  | Афромеи              | деревня | ↗11       | Пушкиногорье      |
| 20  | Ашитково             | деревня | ↘8        | Пушкиногорье      |
| 21  | Бабины               | деревня | ↗37       | Велейская волость |
| 22  | Бабины               | деревня | ↘2        | Велейская волость |
| 23  | Бакино               | деревня | ↘20       | Велейская волость |
| 24  | Баландино            | деревня | →1        | Велейская волость |
| 25  | Балыши               | деревня | ↘0        | Пушкиногорье      |
| 26  | Бараново             | деревня | ↘4        | Велейская волость |
| 27  | Барашкино            | деревня | ↘0        | Пушкиногорье      |
| 28  | Баслаки              | деревня | ↘3        | Велейская волость |
| 29  | Бахлица              | деревня | ↘1        | Велейская волость |
| 30  | Белево               | деревня | ↘3        | Велейская волость |
| 31  | Беляи                | деревня | ↘8        | Пушкиногорье      |
| 32  | Беляково             | деревня | ↘3        | Велейская волость |
| 33  | Березино             | деревня | ↗18       | Пушкиногорье      |
| 34  | Бильдюги             | деревня | →2        | Велейская волость |
| 35  | Бирюли               | деревня | ↘14       | Пушкиногорье      |
| 36  | Блажи                | деревня | ↘125      | Пушкиногорье      |
| 37  | Бобры                | деревня | ↘5        | Велейская волость |
| 38  | Бобры                | деревня | ↘0        | Пушкиногорье      |
| 39  | Богданово            | деревня | ↘12       | Велейская волость |
| 40  | Богово               | деревня | →0        | Пушкиногорье      |
| 41  | Богомолы             | деревня | ↗21       | Пушкиногорье      |
| 42  | Болотниково          | деревня | ↘0        | Велейская волость |
| 43  | Большое Кортово      | деревня | ↘4        | Велейская волость |
| 44  | Бор-Куки             | деревня | ↘0        | Велейская волость |
| 45  | Боровово             | деревня | ↗8        | Пушкиногорье      |
| 46  | Брюхово              | деревня | ↘1        | Пушкиногорье      |
| 47  | Бугрово              | деревня | ↗20       | Пушкиногорье      |
| 48  | Букино               | деревня | ↘7        | Велейская волость |
| 49  | Буравенец            | деревня | ↘8        | Велейская волость |
| 50  | Бурлово              | деревня | →5        | Пушкиногорье      |
| 51  | Буруны               | деревня | →7        | Пушкиногорье      |
| 52  | Бурцево              | деревня | ↘0        | Велейская волость |
| 53  | Бутево               | деревня | ↗5        | Пушкиногорье      |
| 54  | Буши                 | деревня | →0        | Пушкиногорье      |
| 55  | Быки                 | деревня | ↘0        | Велейская волость |
| 56  | Быково               | деревня | ↘0        | Велейская волость |
| 57  | Валухи               | деревня | ↘2        | Велейская волость |
| 58  | Васили               | деревня | ↘21       | Велейская волость |
| 59  | Васильевское         | деревня | ↘128      | Велейская волость |
| 60  | Великое Село         | деревня | →2        | Велейская волость |
| 61  | Величково            | деревня | →0        | Велейская волость |
| 62  | Велье                | село    | ↘180      | Велейская волость |
| 63  | Вече                 | деревня | ↘3        | Пушкиногорье      |
| 64  | Владыкино            | деревня | ↘0        | Велейская волость |
| 65  | Власово              | деревня | ↘1        | Пушкиногорье      |
| 66  | Войтехи              | деревня | ↘3        | Велейская волость |
| 67  | Волково              | деревня | ↘2        | Велейская волость |
| 68  | Волочек              | деревня | ↘0        | Пушкиногорье      |
| 69  | Волхво               | деревня | ↘13       | Велейская волость |
| 70  | Ворогушино           | деревня | ↗2        | Пушкиногорье      |
| 71  | Воронич              | деревня | ↘16       | Пушкиногорье      |
| 72  | Воронково            | деревня | →0        | Велейская волость |
| 73  | Ворсули              | деревня | ↘4        | Велейская волость |
| 74  | Воскресенское        | деревня | →1        | Пушкиногорье      |
| 75  | Гайки                | деревня | ↘10       | Пушкиногорье      |
| 76  | Галичино             | деревня | ↘4        | Велейская волость |
| 77  | Ганьково             | деревня | ↘14       | Пушкиногорье      |
| 78  | Гарани               | деревня | ↘2        | Велейская волость |
| 79  | Гарино               | деревня | ↘75       | Пушкиногорье      |
| 80  | Гвозды               | деревня | ↗2        | Велейская волость |
| 81  | Глазки               | деревня | →1        | Пушкиногорье      |
| 82  | Глухово              | деревня | ↘0        | Велейская волость |
| 83  | Голубково            | деревня | ↘2        | Пушкиногорье      |
| 84  | Голубы               | деревня | ↗13       | Пушкиногорье      |
| 85  | Горай-Куки           | деревня | ↘0        | Велейская волость |
| 86  | Горбово              | деревня | ↘0        | Велейская волость |
| 87  | Горбово              | деревня | ↘3        | Велейская волость |
| 88  | Горелик              | деревня | ↘107      | Велейская волость |
| 89  | Горохово             | деревня | ↘0        | Велейская волость |
| 90  | Горушка              | деревня | ↘18       | Велейская волость |
| 91  | Горушка              | деревня | ↘18       | Велейская волость |
| 92  | Гришино              | деревня | ↘8        | Велейская волость |
| 93  | Гришуны              | деревня | →3        | Велейская волость |
| 94  | Губаново             | деревня | ↘3        | Велейская волость |
| 95  | Губино               | деревня | ↘3        | Пушкиногорье      |
| 96  | Губищи               | деревня | ↘1        | Велейская волость |
| 97  | Гузаревы-Боровы      | деревня | ↘7        | Пушкиногорье      |
| 98  | Дегтяри              | деревня | ↘3        | Велейская волость |
| 99  | Дедовцы              | деревня | ↘28       | Пушкиногорье      |
| 100 | Демидково            | деревня | ↘5        | Пушкиногорье      |
| 101 | Детятево             | деревня | ↗3        | Велейская волость |
| 102 | Дмитрово             | деревня | ↘11       | Пушкиногорье      |
| 103 | Долматово            | деревня | ↘1        | Велейская волость |
| 104 | Дорогино             | деревня | ↘1        | Велейская волость |
| 105 | Дорохово             | деревня | ↘0        | Пушкиногорье      |
| 106 | Дранцы               | деревня | ↘1        | Велейская волость |
| 107 | Дрозды               | деревня | →0        | Велейская волость |
| 108 | Дуплево              | деревня | ↘0        | Велейская волость |
| 109 | Дупли                | деревня | ↘2        | Пушкиногорье      |
| 110 | Дятлы                | деревня | ↘4        | Велейская волость |
| 111 | Жаворонки-Слепни     | деревня | ↘1        | Пушкиногорье      |
| 112 | Жарки                | деревня | ↗6        | Пушкиногорье      |
| 113 | Железово             | деревня | ↗1        | Пушкиногорье      |
| 114 | Жуково               | деревня | →0        | Велейская волость |
| 115 | Журавки              | деревня | ↘0        | Велейская волость |
| 116 | Заворово             | деревня | →0        | Велейская волость |
| 117 | Загоски              | деревня | ↗21       | Пушкиногорье      |
| 118 | Задняя Гора          | деревня | ↗7        | Велейская волость |
| 119 | Замары               | деревня | ↘2        | Велейская волость |
| 120 | Запрягаево           | деревня | ↘1        | Велейская волость |
| 121 | Захино               | деревня | ↘39       | Велейская волость |
| 122 | Зехново              | деревня | ↗5        | Велейская волость |
| 123 | Зимари               | деревня | ↘0        | Велейская волость |
| 124 | Зимари               | деревня | ↘53       | Пушкиногорье      |
| 125 | Зуева Гора           | деревня | →5        | Велейская волость |
| 126 | Зуево                | деревня | →7        | Велейская волость |
| 127 | Иваново              | деревня | ↘7        | Велейская волость |
| 128 | Исса                 | деревня | ↘272      | Велейская волость |
| 129 | Каврино              | деревня | ↘4        | Пушкиногорье      |
| 130 | Калинкино            | деревня | ↗4        | Велейская волость |
| 131 | Каменец              | деревня | ↗15       | Пушкиногорье      |
| 132 | Капустино            | деревня | ↘3        | Пушкиногорье      |
| 133 | Карузино             | деревня | →0        | Велейская волость |
| 134 | Кашино               | деревня | ↘20       | Пушкиногорье      |
| 135 | Кириллово            | деревня | ↘22       | Пушкиногорье      |
| 136 | Кисляково            | деревня | ↘1        | Велейская волость |
| 137 | Клиново              | деревня | ↗10       | Велейская волость |
| 138 | Клопы                | деревня | ↗7        | Пушкиногорье      |
| 139 | Кожино               | деревня | →0        | Пушкиногорье      |
| 140 | Козаны               | деревня | ↘2        | Пушкиногорье      |
| 141 | Козины               | деревня | →0        | Велейская волость |
| 142 | Козлы                | деревня | →2        | Велейская волость |
| 143 | Козляки              | деревня | ↘148      | Пушкиногорье      |
| 144 | Кокорино             | деревня | ↘170      | Пушкиногорье      |
| 145 | Колесниково          | деревня | ↗4        | Велейская волость |
| 146 | Колоканово           | деревня | ↗31       | Пушкиногорье      |
| 147 | Коноплюшка           | деревня | ↘5        | Велейская волость |
| 148 | Корнево              | деревня | ↘1        | Велейская волость |
| 149 | Коростели            | деревня | ↘3        | Велейская волость |
| 150 | Коршилово            | деревня | ↘2        | Велейская волость |
| 151 | Косохново            | деревня | ↘9        | Пушкиногорье      |
| 152 | Костино              | деревня | ↗10       | Пушкиногорье      |
| 153 | Костры               | деревня | ↘2        | Велейская волость |
| 154 | Косыгино             | деревня | ↘5        | Велейская волость |
| 155 | Котьянково           | деревня | ↘1        | Пушкиногорье      |
| 156 | Кошкино              | деревня | ↘108      | Пушкиногорье      |
| 157 | Кошняки              | деревня | ↘1        | Велейская волость |
| 158 | Красково             | деревня | ↘4        | Велейская волость |
| 159 | Красниково           | деревня | ↘0        | Велейская волость |
| 160 | Креневка             | деревня | ↘0        | Пушкиногорье      |
| 161 | Кренево              | деревня | ↘2        | Велейская волость |
| 162 | Крылово              | деревня | ↘22       | Пушкиногорье      |
| 163 | Крючково             | деревня | ↘0        | Велейская волость |
| 164 | Кузнецовка           | деревня | ↗5        | Велейская волость |
| 165 | Кузьмиха             | деревня | ↘2        | Велейская волость |
| 166 | Купры                | деревня | ↘11       | Велейская волость |
| 167 | Купцево              | деревня | ↘1        | Велейская волость |
| 168 | Курово               | деревня | ↘3        | Велейская волость |
| 169 | Куялы                | деревня | ↘2        | Пушкиногорье      |
| 170 | Лазарево             | деревня | ↘3        | Велейская волость |
| 171 | Лежнево              | деревня | ↘2        | Пушкиногорье      |
| 172 | Лекалово             | деревня | ↘1        | Велейская волость |
| 173 | Лескутино            | деревня | ↘1        | Велейская волость |
| 174 | Лехны                | деревня | ↘2        | Велейская волость |
| 175 | Лешово               | деревня | ↗7        | Пушкиногорье      |
| 176 | Лисицы               | деревня | ↘13       | Велейская волость |
| 177 | Литвинково           | деревня | ↘4        | Велейская волость |
| 178 | Лобазы               | деревня | →0        | Пушкиногорье      |
| 179 | Лопатино             | деревня | ↘19       | Пушкиногорье      |
| 180 | Лоси                 | деревня | ↘1        | Пушкиногорье      |
| 181 | Луговка              | деревня | ↘20       | Пушкиногорье      |
| 182 | Лужки                | деревня | →0        | Велейская волость |
| 183 | Лямоны               | деревня | ↘3        | Велейская волость |
| 184 | Маковицы             | деревня | ↗2        | Велейская волость |
| 185 | Малыгино             | деревня | ↘4        | Пушкиногорье      |
| 186 | Мануйлово            | деревня | ↘0        | Велейская волость |
| 187 | Марченки             | деревня | ↘1        | Велейская волость |
| 188 | Матрункино           | деревня | ↘10       | Велейская волость |
| 189 | Меленка              | деревня | ↗8        | Велейская волость |
| 190 | Мельница             | деревня | →0        | Велейская волость |
| 191 | Меньково             | деревня | →0        | Велейская волость |
| 192 | Милавино             | деревня | ↘3        | Велейская волость |
| 193 | Мирониха             | деревня | ↘1        | Велейская волость |
| 194 | Митьково             | деревня | ↘2        | Велейская волость |
| 195 | Михново              | деревня | ↘19       | Пушкиногорье      |
| 196 | Мокрово              | деревня | ↘1        | Велейская волость |
| 197 | Молчаново            | деревня | ↘0        | Велейская волость |
| 198 | Морамохи             | деревня | ↘10       | Велейская волость |
| 199 | Москачево            | деревня | ↘9        | Велейская волость |
| 200 | Мошино               | деревня | ↘9        | Велейская волость |
| 201 | Мыза                 | деревня | ↘0        | Велейская волость |
| 202 | Мякиши               | деревня | →0        | Велейская волость |
| 203 | Нифаки               | деревня | ↘1        | Пушкиногорье      |
| 204 | Новая Березовка      | деревня | ↘12       | Пушкиногорье      |
| 205 | Новгородка           | деревня | ↘56       | Велейская волость |
| 206 | Носово               | деревня | ↘78       | Пушкиногорье      |
| 207 | Овечкино             | деревня | →0        | Велейская волость |
| 208 | Овсягино             | деревня | ↘1        | Велейская волость |
| 209 | Окунево              | деревня | →0        | Велейская волость |
| 210 | Осница               | деревня | ↘20       | Пушкиногорье      |
| 211 | Остриё               | деревня | ↘8        | Велейская волость |
| 212 | Остропяты            | деревня | ↘0        | Велейская волость |
| 213 | Палухново            | деревня | ↘4        | Велейская волость |
| 214 | Пальчихино           | деревня | ↘2        | Пушкиногорье      |
| 215 | Паренцево            | деревня | ↘28       | Пушкиногорье      |
| 216 | Пашки                | деревня | ↘10       | Велейская волость |
| 217 | Пестово              | деревня | ↘0        | Пушкиногорье      |
| 218 | Песьяк               | деревня | →0        | Велейская волость |
| 219 | Петровское           | деревня | ↘23       | Пушкиногорье      |
| 220 | Печехново            | деревня | ↘2        | Пушкиногорье      |
| 221 | Плотниково           | деревня | ↘8        | Велейская волость |
| 222 | Погорелово           | деревня | ↘4        | Велейская волость |
| 223 | Подборное            | деревня | ↘0        | Пушкиногорье      |
| 224 | Подборье             | деревня | ↗26       | Пушкиногорье      |
| 225 | Подвишенка           | деревня | →2        | Велейская волость |
| 226 | Поддубка             | деревня | ↘4        | Велейская волость |
| 227 | Подкрестье           | деревня | ↘193      | Пушкиногорье      |
| 228 | Позолотино           | деревня | ↘11       | Велейская волость |
| 229 | Покормово            | деревня | ↘4        | Велейская волость |
| 230 | Поляне               | деревня | ↘207      | Велейская волость |
| 231 | Попова Гора          | деревня | ↘8        | Пушкиногорье      |
| 232 | Поташово             | деревня | ↘5        | Велейская волость |
| 233 | Пошитни              | деревня | ↘5        | Велейская волость |
| 234 | Прибодово            | деревня | ↘1        | Велейская волость |
| 235 | Приворот             | деревня | →0        | Пушкиногорье      |
| 236 | Приезжево            | деревня | ↘23       | Велейская волость |
| 237 | Пундровка            | деревня | ↘1        | Пушкиногорье      |
| 238 | Пупово               | деревня | ↘0        | Велейская волость |
| 239 | Пустыньки            | деревня | ↘2        | Велейская волость |
| 240 | Пустыньки            | деревня | ↘3        | Велейская волость |
| 241 | Пустыньки            | деревня | ↘0        | Велейская волость |
| 242 | Пустыньки            | деревня | ↘14       | Пушкиногорье      |
| 243 | Ракшино              | деревня | →3        | Пушкиногорье      |
| 244 | Рахово               | деревня | ↘15       | Пушкиногорье      |
| 245 | Редковцы             | деревня | ↗9        | Велейская волость |
| 246 | Ременниково          | деревня | ↘8        | Велейская волость |
| 247 | Репино               | деревня | ↘1        | Велейская волость |
| 248 | Рогово               | деревня | ↘0        | Велейская волость |
| 249 | Рогово               | деревня | →0        | Велейская волость |
| 250 | Рождество            | деревня | →1        | Велейская волость |
| 251 | Романово             | деревня | ↘3        | Велейская волость |
| 252 | Ромашки              | деревня | ↘14       | Пушкиногорье      |
| 253 | Росляки              | деревня | →0        | Велейская волость |
| 254 | Рубилово             | деревня | ↘107      | Велейская волость |
| 255 | Рудино               | деревня | ↘5        | Пушкиногорье      |
| 256 | Румянцево            | деревня | ↘6        | Пушкиногорье      |
| 257 | Рытица               | деревня | ↘27       | Пушкиногорье      |
| 258 | Савины               | деревня | ↗47       | Велейская волость |
| 259 | Савкино              | деревня |           | Пушкиногорье      |
| 260 | Салтаново            | деревня | ↘12       | Велейская волость |
| 261 | Сальницы             | деревня | ↗2        | Велейская волость |
| 262 | Саутки               | деревня | ↘0        | Велейская волость |
| 263 | Свинухи              | деревня | ↘2        | Пушкиногорье      |
| 264 | Селиваново           | деревня | ↘3        | Пушкиногорье      |
| 265 | Селихново            | деревня | ↘49       | Пушкиногорье      |
| 266 | Селюги               | деревня | ↘1        | Велейская волость |
| 267 | Семёнова Губа        | деревня | →0        | Велейская волость |
| 268 | Сенькино             | деревня | ↘2        | Велейская волость |
| 269 | Середкино-Слепни     | деревня | →4        | Пушкиногорье      |
| 270 | Сермолы              | деревня | ↘4        | Пушкиногорье      |
| 271 | Симаново             | деревня | ↘2        | Пушкиногорье      |
| 272 | Симашково            | деревня | ↘4        | Велейская волость |
| 273 | Синицино             | деревня | ↘8        | Велейская волость |
| 274 | Синичино             | деревня | →0        | Пушкиногорье      |
| 275 | Синичкино            | деревня | ↗1        | Велейская волость |
| 276 | Синцы                | деревня | →0        | Велейская волость |
| 277 | Слёзы                | деревня | ↘4        | Велейская волость |
| 278 | Смолины              | деревня | ↘1        | Велейская волость |
| 279 | Смыки                | деревня | ↘4        | Пушкиногорье      |
| 280 | Снегово              | деревня | ↘3        | Пушкиногорье      |
| 281 | Соколково            | деревня | →0        | Велейская волость |
| 282 | Сорокино             | деревня | ↗4        | Велейская волость |
| 283 | Сорокино-Жуки        | деревня | ↘12       | Пушкиногорье      |
| 284 | Софино               | деревня | →48       | Велейская волость |
| 285 | Степаньково          | деревня | ↘2        | Велейская волость |
| 286 | Столбово             | деревня | ↘4        | Велейская волость |
| 287 | Стречно              | деревня | ↘15       | Велейская волость |
| 288 | Суколи               | деревня | ↘0        | Велейская волость |
| 289 | Сумино               | деревня | ↘1        | Велейская волость |
| 290 | Сучная               | деревня | ↗16       | Велейская волость |
| 291 | Сысоево              | деревня | ↘1        | Велейская волость |
| 292 | Татаркино            | деревня | →2        | Велейская волость |
| 293 | Теличино             | деревня | →0        | Велейская волость |
| 294 | Терехово             | деревня | →18       | Велейская волость |
| 295 | Тешенки              | деревня | ↘2        | Велейская волость |
| 296 | Тишково              | деревня | ↘2        | Велейская волость |
| 297 | Торболы              | деревня | ↘6        | Велейская волость |
| 298 | Трубино              | деревня | ↘15       | Велейская волость |
| 299 | Трукши               | деревня | ↘3        | Пушкиногорье      |
| 300 | Туравцево            | деревня | ↘10       | Велейская волость |
| 301 | Турушино             | деревня | →0        | Велейская волость |
| 302 | Тюшкино              | деревня | ↗13       | Пушкиногорье      |
| 303 | Ульяшки              | деревня | ↗4        | Пушкиногорье      |
| 304 | Устье                | деревня | ↘5        | Велейская волость |
| 305 | Усы                  | деревня | →0        | Пушкиногорье      |
| 306 | Утретки              | деревня | →1        | Велейская волость |
| 307 | Федки                | деревня | ↘2        | Велейская волость |
| 308 | Федосеево            | деревня | ↘0        | Велейская волость |
| 309 | Федьково             | деревня | ↘5        | Пушкиногорье      |
| 310 | Хохлы                | деревня | →0        | Пушкиногорье      |
| 311 | Цеци                 | деревня | →0        | Пушкиногорье      |
| 312 | Чертова Гора         | деревня | ↘4        | Велейская волость |
| 313 | Чухны                | деревня | ↘16       | Пушкиногорье      |
| 314 | Шаробыки             | деревня | ↘34       | Пушкиногорье      |
| 315 | Шевели               | деревня | ↗29       | Пушкиногорье      |
| 316 | Шилово               | деревня | →0        | Велейская волость |
| 317 | Шихино               | деревня | →0        | Велейская волость |
| 318 | Шмаки                | деревня | ↘0        | Велейская волость |
| 319 | Шмотки               | деревня | ↘20       | Велейская волость |
| 320 | Шоверево             | деревня | →0        | Велейская волость |
| 321 | Щебери               | деревня | →0        | Велейская волость |
| 322 | Щеглыни              | деревня | ↘0        | Пушкиногорье      |
| 323 | Щелкуново            | деревня | →0        | Велейская волость |
| 324 | Щемеровы Боровы      | деревня | ↘3        | Пушкиногорье      |
| 325 | Юнькино              | деревня | ↘0        | Велейская волость |
| 326 | Юрцово               | деревня | ↘13       | Велейская волость |
| 327 | Юхново               | деревня | →0        | Велейская волость |

## Муниципально-территориальное устройство
С апреля 2015 года в состав Пушкиногорского района входят 2 муниципальных образования, в том числе: одно городское и одно сельское поселение (волость):
| № | Муниципальное образование | Статус МО | Административный центр | Количество населённых пунктов | Население | Площадь, км² |
| - | ------------------------- | --------- | ---------------------- | ----------------------------- | --------- | ------------ |
| 1 | Пушкиногорье              | ГП        | пгт Пушкинские Горы    | 120                           | ↘6038     | 308,0        |
| 2 | Велейская волость         | СП        | село Велье             | 207                           | ↘1382     | 751,2        |

### История муниципального устройства
В 2005 году в Пушкиногорском районе было образовано 6 муниципальных образований (Областной закон от 28 февраля 2005 года № 420-ОЗ): одно городское и 5 сельских поселений (волостей).
Муниципальные образования в 2005-2010 гг.
| № | Муниципальное образование | Статус МО | Административный центр       |
| - | ------------------------- | --------- | ---------------------------- |
| 1 | Пушкинские Горы           | ГП        | пгт (р.п.) Пушкинские Горы   |
| 2 | Велейская волость         | СП        | село Велье                   |
| 3 | Зарецкая волость          | СП        | деревня Блажи                |
| 4 | Новгородкинская волость   | СП        | деревня Рубилово             |
| 5 | Полянская волость         | СП        | деревня Поляне               |
| 6 | Пушкиногорская волость    | СП        | в пгт (р.п.) Пушкинские Горы |

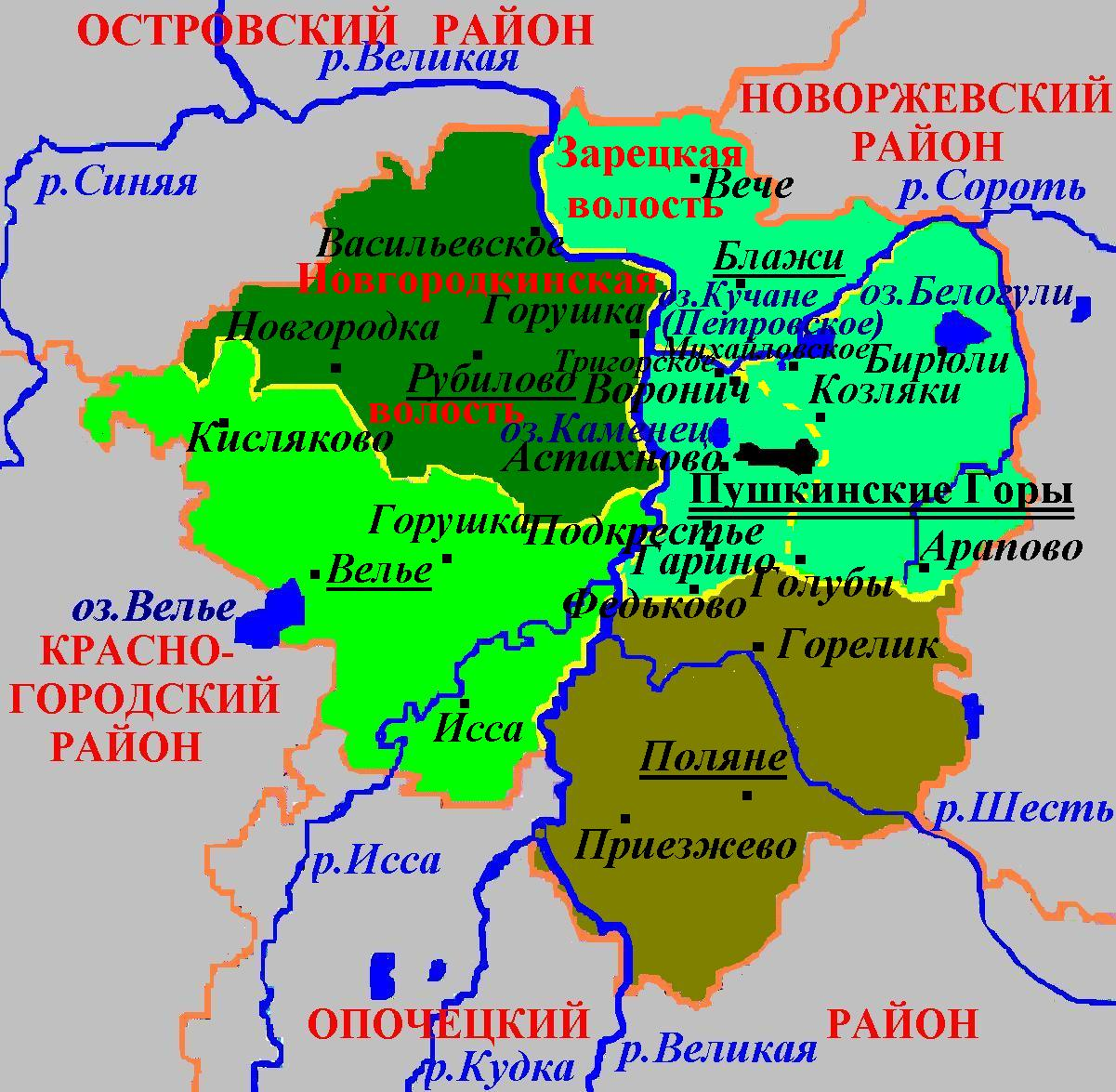
Административное деление Пушкиногорского района в 2010—2015 годах

На референдуме 11 октября 2009 года жители городского поселения «Пушкинские Горы», а также Зарецкой и Пушкиногорской волостей поддержали объединение в одну муниципальную единицу - городское поселение «Пушкиногорье».
Согласно Областному Закону № 984-ОЗ от 3 июня 2010 года и новой редакцией Областного Закона «Об установлении границ и статусе вновь образуемых муниципальных образований на территории Псковской области» на территории района было образовано 4 муниципальных образования: 3 сельских поселений (волостей) и 1 городское поселение. Таким образом, в 2010 году были упразднены городское поселение «Пушкинские Горы», Зарецкая и Пушкиногорская волости и объединены в новое муниципальное образование городское поселение «Пушкиногорье».
Муниципальные образования в 2010—2015 годах
| № | Муниципальное образование | Статус МО | Население, 14.10.2010 чел. | Население, 01.01.2015 чел. | Административный центр     |
| - | ------------------------- | --------- | -------------------------- | -------------------------- | -------------------------- |
| 1 | Пушкиногорье              | ГП        | 7274                       | 6672                       | пгт (р.п.) Пушкинские Горы |
| 2 | Велейская волость         | СП        | 767                        | 658                        | село Велье                 |
| 3 | Новгородкинская волость   | СП        | 601                        | 523                        | деревня Рубилово           |
| 4 | Полянская волость         | СП        | 611                        | 461                        | деревня Поляне             |

В рамках административной реформы, в районе планируется оставить 1 городское поселение и 1 сельское поселение, объединив Велейскую, Новгородкинскую и Полянскую волости в одну.
Согласно Закону Псковской области от 30 марта 2015 года № 1508-ОЗ «О преобразовании муниципальных образований» все три волости района были объединены в единую Велейскую волость.

## Власть
В марте 2009 года главой администрации Пушкиногорского района была избрана Бурченкова Римма Валентиновна (род. 1957), уроженица посёлка Пушкинские Горы.
Председателем четвёртого созыва Собрания депутатов Пушкиногорского района избран Романов Анатолий Васильевич.
В сентябре 2014 года главой администрации Пушкиногорского района был избран Баранов Александр Викторович.

## Транспорт
Западную часть района пересекает федеральная автодорога Р23.

## Культура

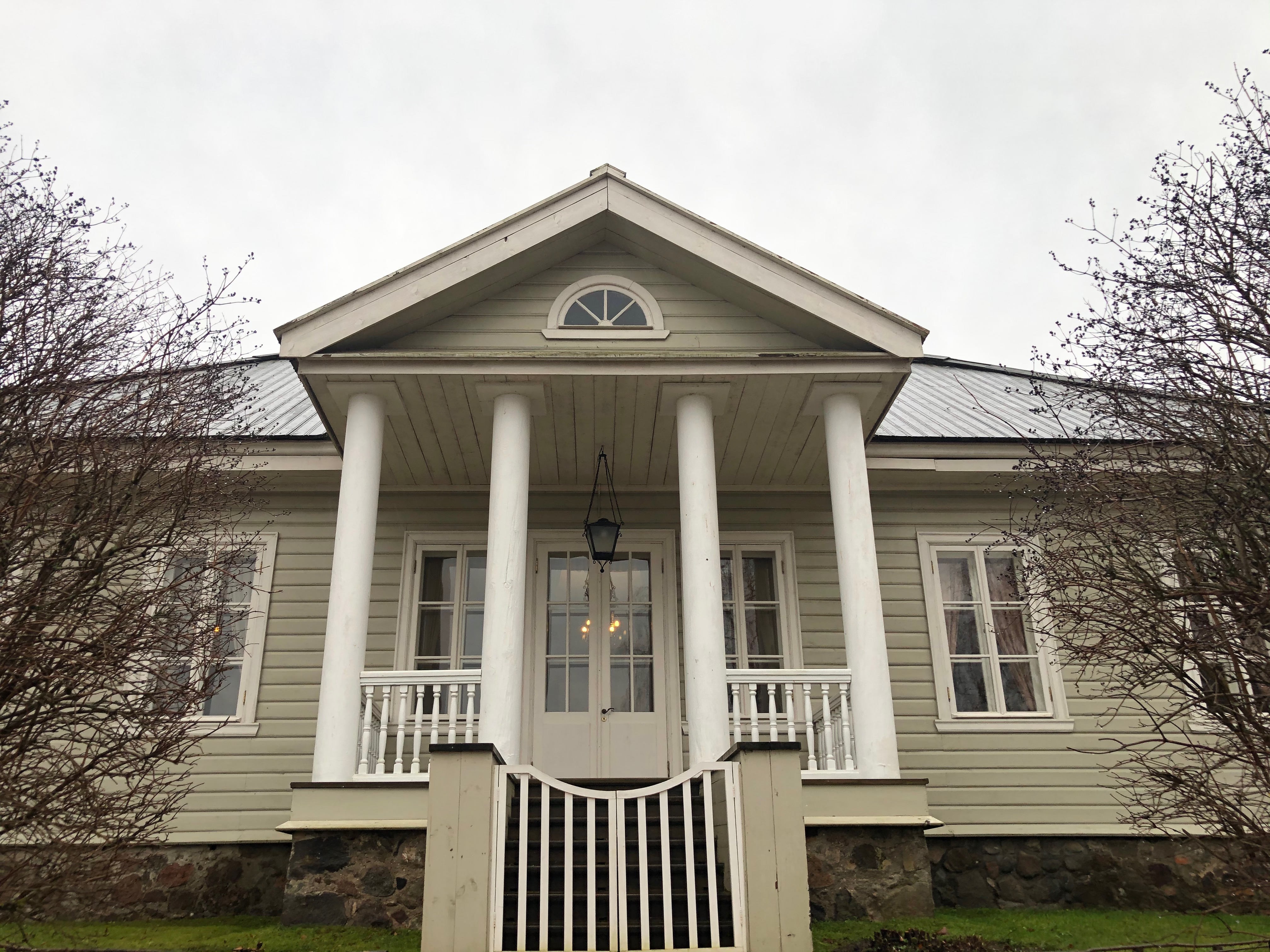
Михайловское

Посёлок Пушкинские Горы и Пушкиногорский район неотъемлемо связаны с именем А. С. Пушкина. На территории района расположен музей-заповедник «Михайловское» (Пушкинский Заповедник).